# Amerizus
Amerizus is een geslacht van kevers uit de familie van de loopkevers (Carabidae). De wetenschappelijke naam van het geslacht is voor het eerst geldig gepubliceerd in 1868 door Chaudoir.

## Soorten
Het geslacht Amerizus omvat de volgende soorten:
- Amerizus barkamensis Deuve, 1998
- Amerizus baxiensis Deuve, 1998
- Amerizus beatriciae Queinnec & Perreau, 2002
- Amerizus bhutanensis Morvan, 2004
- Amerizus bolivari Andrewes, 1927
- Amerizus camillae Queinnec & Perreau, 2002
- Amerizus casalei Perrault, 1985
- Amerizus davidales Sciaky & Toledano, 2007
- Amerizus deuvei Perrault, 1985
- Amerizus eremita Queinnac, 1984
- Amerizus faizae Queinnec & Perreau, 2002
- Amerizus farkaci Sciaky & Toledano, 2007
- Amerizus ganesh Queinnec, 1984
- Amerizus garuda Queinnec & Perreau, 2002
- Amerizus gologensis Deuve, 2004
- Amerizus gongga Deuve, 1998
- Amerizus gosainkundensis Habu, 1973
- Amerizus hubeiensis Deuve, 2002
- Amerizus indecorus Queinnec & Perreau, 2002
- Amerizus kashmiricus Jedlicka, 1938
- Amerizus lama Sciaky & Toledano, 2007
- Amerizus lassallei Perrault, 1985
- Amerizus ledouxi Perrault, 1985
- Amerizus macrocephalus Queinnec & Perreau, 2002
- Amerizus maquensis Deuve, 2004
- Amerizus markamensis Deuve, 1998
- Amerizus martensi Queinnec & Perreau, 2002
- Amerizus morvani Queinnec & Perreau, 2002
- Amerizus mourzinei Deuve, 1998
- Amerizus oblonguloides (Lindroth, 1963)
- Amerizus oblongulus (Mannerheim, 1852)
- Amerizus panda Sciaky & Toledano, 2007
- Amerizus perraulti Deuve, 1998
- Amerizus puetzi Sciaky & Toledano, 2007
- Amerizus queinneci Deuve, 1998
- Amerizus sabinae Queinnec & Perreau, 2002
- Amerizus sarkimani Queinnec & Perreau, 2002
- Amerizus schawalleri Queinnec & Perreau, 2002
- Amerizus schmidti Sciaky & Toledano, 2007
- Amerizus shatanicus Deuve, 2004
- Amerizus songpanensis Deuve, 1998
- Amerizus spectabilis (Mannerheim, 1852)
- Amerizus teles Belousov & Dudko, 2010
- Amerizus tiani Deuve, 2004
- Amerizus turnai Deuve, 1998
- Amerizus wingatei (Bland, 1863)
- Amerizus wittmeri Queinnec & Perreau, 2002
- Amerizus wolongensis Deuve, 1998
- Amerizus wrzechiokoi Deuve, 1998
- Amerizus wrzecionkoi Deuve, 1998